# Радиальная симметрия

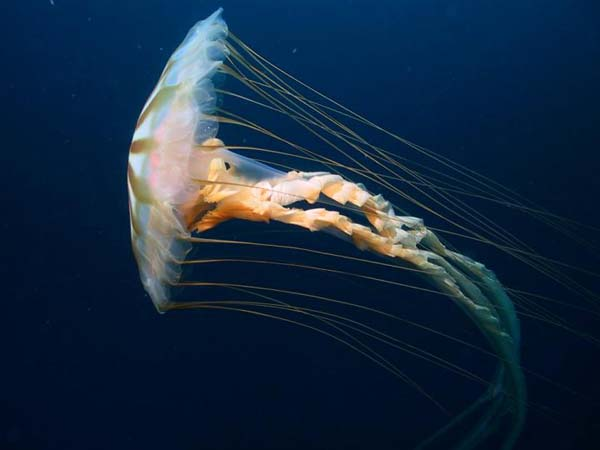
Медуза

Радиальная симметрия, или лучевая симметрия, — форма симметрии, при которой тело (или фигура) совпадает само с собой при вращении объекта вокруг определённой точки или прямой. Часто эта точка совпадает с центром симметрии объекта, то есть той точкой, в которой пересекается бесконечное количество осей или плоскостей двусторонней симметрии. Радиальной симметрией обладают такие геометрические объекты, как круг, шар, цилиндр или конус.

## Биология
В биологии о радиальной симметрии говорят, когда через трёхмерное существо проходят одна или более осей симметрии. При этом радиальносимметричные животные могут и не иметь плоскостей симметрии. Так, у сифонофоры Velella имеется ось симметрии второго порядка и нет плоскостей симметрии.
Обычно через ось симметрии проходят две или более плоскости симметрии. Эти плоскости пересекаются по прямой — оси симметрии. Если животное будет вращаться вокруг этой оси на определённый градус, то оно будет отображаться само на себе (совпадать само с собой).
Таких осей симметрии может быть несколько (полиаксонная симметрия) или одна (монаксонная симметрия). Полиаксонная симметрия распространена среди протистов (например, радиолярий).
Как правило, у многоклеточных животных два конца (полюса) единственной оси симметрии неравноценны (например, у медуз на одном полюсе (оральном) находится рот, а на противоположном (аборальном) — верхушка колокола. Такая симметрия (вариант радиальной симметрии) в сравнительной анатомии называется одноосно-гетеропольной. В двухмерной проекции радиальная симметрия может сохраняться, если ось симметрии направлена перпендикулярно к проекционной плоскости. Иными словами, сохранение радиальной симметрии зависит от угла наблюдения.
Радиальная симметрия характерна для многих стрекающих, а также для большинства иглокожих. Среди них встречается так называемая пентасимметрия, базирующаяся на пяти плоскостях симметрии. Иглокожие обладают вторично-приобретённой радиальной симметрией тела: их личинки двустороннесимметричны, кроме того, у взрослых животных наружная радиальная симметрия нарушается наличием мадрепоровой пластинки.
Кроме типичной радиальной симметрии существует двулучевая радиальная симметрия (две плоскости симметрии, к примеру, у гребневиков). Если плоскость симметрии только одна, то симметрия билатеральная (такую симметрию имеют животные из группы Bilateria).
У цветковых растений часто встречаются радиальносимметричные цветки: 3 плоскости симметрии (водокрас лягушачий), 4 плоскости симметрии (лапчатка прямая), 5 плоскостей симметрии (колокольчик), 6 плоскостей симметрии (безвременник). Цветки с радиальной симметрией называются актиноморфными, цветки с билатеральной симметрией — зигоморфными.